# Мацоха

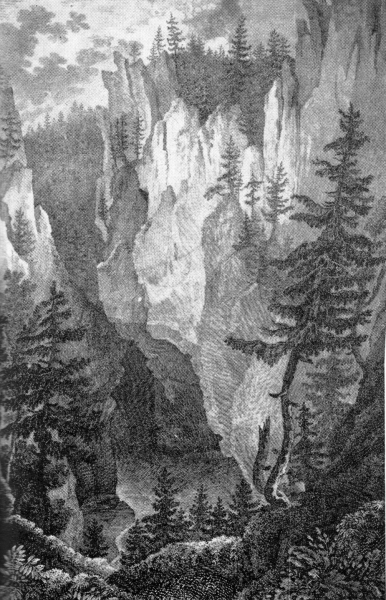
Мацоха в 1816 році

Мацоха (чеськ. Macocha, дос. «Мацоха») — карстове провалля, печера-прірва в карстовому масиві Моравський край, Чехія.
Першим на дно провалля спустився в 1723 році чернець Лазар Шоппер, і це став перший в історії спелеології зафіксований рекорд світу по глибині печер.